# Riccardo Fogli
Riccardo Fogli (Pontedera; 21 de octubre de 1947) es un cantautor italiano ganador del Festival de Sanremo en 1982 con la canción "Storie di tutti i giorni".

## Trayectoria artística
Ganador del Festival de Sanremo en 1982. Fogli participó por Italia en el Festival de la Canción de Eurovisión 1983 con la canción Per Lucia que terminó en 11º. lugar y recibió 43 puntos. Riccardo Fogli fue miembro de la banda Pooh.

## Discografía

### Álbumes en Italia
- 1973 - Ciao amore, come stai
- 1976 - Riccardo Fogli
- 1977 - Il sole, l’aria, la luce, il cielo
- 1978 - Io ti porto via
- 1979 - Che ne sai
- 1980 - Alla fine di un lavoro
- 1981 - Campione
- 1982 - Compagnia
- 1984 - Torna a sorridere
- 1985 – Riccardo Fogli 1985 (First edition)
- 1985 – Riccardo Fogli 1985 (Second edition)
- 1987 - Le infinite vie del cuore
- 1988 - Amore di guerra
- 1989 - Non finisce così
- 1990 - Sentirsi uniti
- 1991 - A metà del viaggio
- 1992 - Teatrino meccanico
- 1994 - Nella fossa dei leoni
- 1995 - Fogli su Fogli (live)
- 1996 - Romanzo
- 1997 - Greatest Hits
- 1998 - Ballando
- 1999 - Matteo
- 2003 - Storie di tutti i giorni (live)
- 2004 - Storie d'amore (Antologia + 3 inediti)
- 2004 - Il Vincitore - Musicfarm
- 2005 – Vacanze a mosca
- 2005 - Ci saranno giorni migliori

### Álbumes fuera de Italia
Para España, Latinoamérica y México
- 1975 – En Español
- 1984 – En Español (versión para Hispanoamérica)